# Yvonne Floyd
Edit Yvonne Tora Floyd, född 21 februari 1937 i Västerhaninge, död 1 maj 1990, var en svensk manusförfattare, dokumentärfilmsproducent och översättare.
Yvonne Floyd började som manusförfattare under namnet Yvonne Andersson. Hon gifte sig senare med den amerikanske regissören och producenten Calvin Floyd. Hon var verksam som manusförfattare åren 1968–1981. Yvonne Floyd är begravd på Västerhaninge kyrkogård.

## Filmografi[1]
- 1968 – Carmilla
- 1969 – Den vilda jakten på likbilen
- 1969 – Skottet
- 1974 – Sams
- 1975 – Vem var Dracula?
- 1977 – Victor Frankenstein
- 1981 – Ondskans värdshus